# Las seis suegras de Barba Azul
Las seis suegras de Barba Azul  es una película en blanco y negro de Argentina dirigida por Carlos Hugo Christensen sobre el guion de César Tiempo que se estrenó el 10 de agosto de 1945 y que tuvo como protagonistas a Pepe Arias, Guillermo Battaglia, Susana Freyre y Olga Zubarry. Fue la última película en la que intervino la actriz cómica Herminia Mancini.

## Sinopsis
Un hombre seis veces viudo convive con sus seis suegras y busca nueva esposa.

## Reparto
- Pepe Arias ... Amado Mármol
- Guillermo Battaglia ... Remo Ramírez
- Alberto Contreras
- Diego Martínez ... Facundo
- Susana Freyre ... Susan "Susy" Ríos
- María Santos ... Romana
- Amalia Sánchez Ariño ... Doña Salomé
- Herminia Mancini
- Gloria Ferrandiz
- María Esther Buschiazzo
- Olga Casares Pearson
- Raquel Notar
- Mónica Val
- Rita Juárez ... Catalina "Catona" Ríos
- Ivonne Lescaut
- Olga Zubarry ... María Ester Ríos
- Mónica Inchauspe
- Iris Martorell
- Luis Barrilaro
- Juan Corona
- Juan Siches de Alarcón
- Olimpio Bobbio
- Cirilo Etulain
- Max Citelli
- Miguel Coiro
- Ángel Walk
- Ernesto Villegas
- Gonzalo Palomero
- Carlos Bellucci

## Comentarios
La crónica de La Nación dijo:

”Carlos H. Christensen ha movido esta fábula con ágil desenvoltura, manteniendo su carácter y aún acentuándolo en determinadas circunstancias en que la farsa se hace más visible para el público. Pepe Arias… en uno de sus trabajos más interesantes para la pantalla.”

Por su parte Carlos Inzillo en Queridos Filipipones opina:

”El film de Christensen quizás influído por Marcel Pagnol o René Clair, transcurre lentamente e incursiona en el costumbrismo… este intento de carácter más intelectual aparta a Pepe de su habitual arquetipo.”